# Минский радиотехнический колледж
Филиал УО БГУИР «Минский Радиотехнический колледж», аббр. МРК (бел. Мі́нскі Радыётэхні́чны Кале́дж; бывш. МГВРК: Минский Государственный Высший Радиотехнический Колледж [бел. Мінскі Дзяржаўны Вышэйшы Радыетэхнічны Каледж]) — учреждение образования Республики Беларусь. Готовит специалистов со средним специальным образованием.

## История
2 июля 1960 года на основании постановления Совета Министров БССР № 383 был создан «Минский радиотехнический техникум». Начав свою деятельность в период формирования и развития радиоэлектронной промышленности в Республике Беларусь, радиотехнический техникум постепенно преобразовался в высший колледж.
1 сентября 1960 года 200 учащихся приступили к занятиям в только что открытом Минском радиотехническом техникуме, создание которого было предопределено развитием промышленного производства, что выявило потребность республики в квалифицированных технических кадрах. Первый набор учащихся был проведен по специальностям:
1. Электронные вычислительные машины, приборы и устройства
2. Радиоаппаратостроение
3. Производство радиоизоляционных материалов и радиодеталей
4. Программирование для быстродействующих математических машин

22 преподавателя осуществляли подготовку специалистов по дневной и заочной формам обучения. Среди них были участники Великой Отечественной войны, в том числе — Герой Советского Союза Иван Елисеевич Самбук.
По состоянию на 1982 год подготовка велась по 5 специальностям (программирование; производство полупроводниковых приборов; ЭВМ, приборы и устройства; радиоаппаратостроение; ремонт и обслуживание бытовой радиоэлектронной техники) на дневной, вечерней и заочной формах обучения.
В 1991 году вышел приказ Министерства народного образования РБ № 144 от 17.06.91. «О преобразовании в порядке эксперимента Минского радиотехнического техникума в учебное заведение нового типа — колледж».
В 1995 году колледж был снова реорганизован и получил новый статус и название — Минский Государственный Высший Радиотехнический Колледж.
С 1 ноября 2015 года Минский Государственный Высший Радиотехнический Колледж преобразован в УО БГУИР филиал «Минский радиотехнический колледж».

## Отделения
Минский Радиотехнический Колледж имеет три отделения:
1. Радиотехническое отделение
2. Отделение компьютерных технологий
3. Отделение электроники

До сентября 2015 года в колледже существовал деканат профессионального обучения, осуществлявший подготовку специалистов с высшим образованием.

## Управление

### Директора
- Решетов В. И. (с 1960 по 1971).
- Капышев В. И. (с 1971 по 1974).
- Макаревич Е. Н. (с 1974 по 1980).
- Малишевский В. Ф. (с 1981 по 1985).

### Ректоры
- Цырельчук Н. А. (с 1985 по август 2010).
- Анкуда С. Н. — (с сентября 2010 по 31 августа 2015, с 1 сентября 2015 — директор МРК)[3].

## Награды
По итогам Всесоюзного социалистического соревнования среди средних специальных учебных заведений СССР техникум занимал первое место в 1987 и 1988 годах и был награждён Переходящим Красным Знаменем Министерства высшего и среднего специального образования СССР и ЦК профсоюза работников просвещения высшей школы и научных учреждений, а в 1990 году — Переходящим Красным Знаменем Министерства народного образования БССР.